# Diogo Ribeiro
Pour les articles homonymes, voir Ribeiro.
Diogo Matos Ribeiro est un nageur portugais né le 27 octobre 2004 à Coimbra.

## Biographie
Membre du club Benfica depuis 2021, il s'entraîne sous la guidance d'Alberto Silva, qui a notammnent travaillé avec César Cielo et Tiago Pereira. En 2022, il devient triple champion du monde junior et établit à cette occasion un nouveau record du monde junior du 50 m papillon en 22 s 96.
Diogo Ribeiro remporte la médaille d'argent du 50 m papillon aux championnats du monde 2023 à Fukuoka, arrivant à 12 centièmes du vainqueur Thomas Ceccon, ce qui fait de lui le premier médaillé mondial portugais.
Le 12 février 2024, Diogo décroche la médaille d'or du 50 m papillon aux championnats du monde 2024 à Doha avec un chronomètre à 22 s 97. Et, devient ainsi le premier champion du monde portugais.
Quelques jours après son premier titre mondial, Diogo décroche une nouvelle médaille d'or sur le 100 m papillon avec un chronomètre à 51 s 17, établissant un nouveau record national de la discipline.

## Palmarès

### Championnats du monde
| Édition / Épreuve | Grand bassin    | Grand bassin     | Grand bassin        | Grand bassin    | Grand bassin      |
| Édition / Épreuve | 50 m nage libre | 100 m nage libre | 50 m papillon       | 100 m papillon  | 4 × 100 m 4 nages |
| Fukuoka 2023      | 13e             | 10e              | Argent 22 s 80 (RN) | 13e             | 16e               |
| Doha 2024         | 18e             | 11e              | Or 22 s 97          | Or 51 s 17 (RN) | 10e               |

### Championnats du monde junior
| Édition / Épreuve | Grand bassin    | Grand bassin     | Grand bassin     | Grand bassin   |
| Édition / Épreuve | 50 m nage libre | 100 m nage libre | 50 m papillon    | 100 m papillon |
| Lima 2022         | Or 21 s 92      | forfait          | Or 22 s 96 (RMJ) | Or 52 s 03     |

### Championnats d'Europe
| Édition / Épreuve | Grand bassin    | Grand bassin     | Grand bassin        | Grand bassin   |
| Édition / Épreuve | 50 m nage libre | 100 m nage libre | 50 m papillon       | 100 m papillon |
| Rome 2022         | 11e             | 9e               | Bronze 23 s 07 (RN) | 8e             |

### Championnats d'Europe U-23
| Édition / Épreuve | Grand bassin    | Grand bassin  | Grand bassin   |
| Édition / Épreuve | 50 m nage libre | 50 m papillon | 100 m papillon |
| Šamorín 2025 (en) | Or 21 s 67      | Or 23 s 01    | Argent 51 s 33 |

### Championnats d'Europe junior
| Édition / Épreuve | Grand bassin    | Grand bassin     | Grand bassin  | Grand bassin   |
| Édition / Épreuve | 50 m nage libre | 100 m nage libre | 50 m papillon | 100 m papillon |
| Rome 2021         | 11e             | 5e               | 6e            | Argent 52 s 54 |

### Jeux méditerranéens
| Édition / Épreuve | Grand bassin    | Grand bassin     | Grand bassin  | Grand bassin   | Grand bassin      |
| Édition / Épreuve | 50 m nage libre | 100 m nage libre | 50 m papillon | 100 m papillon | 4 × 100 m 4 nages |
| Oran 2022         | 5e              | Argent 49 s 02   | Or 23 s 38    | 9e             | 5e                |